# 중형 카메라

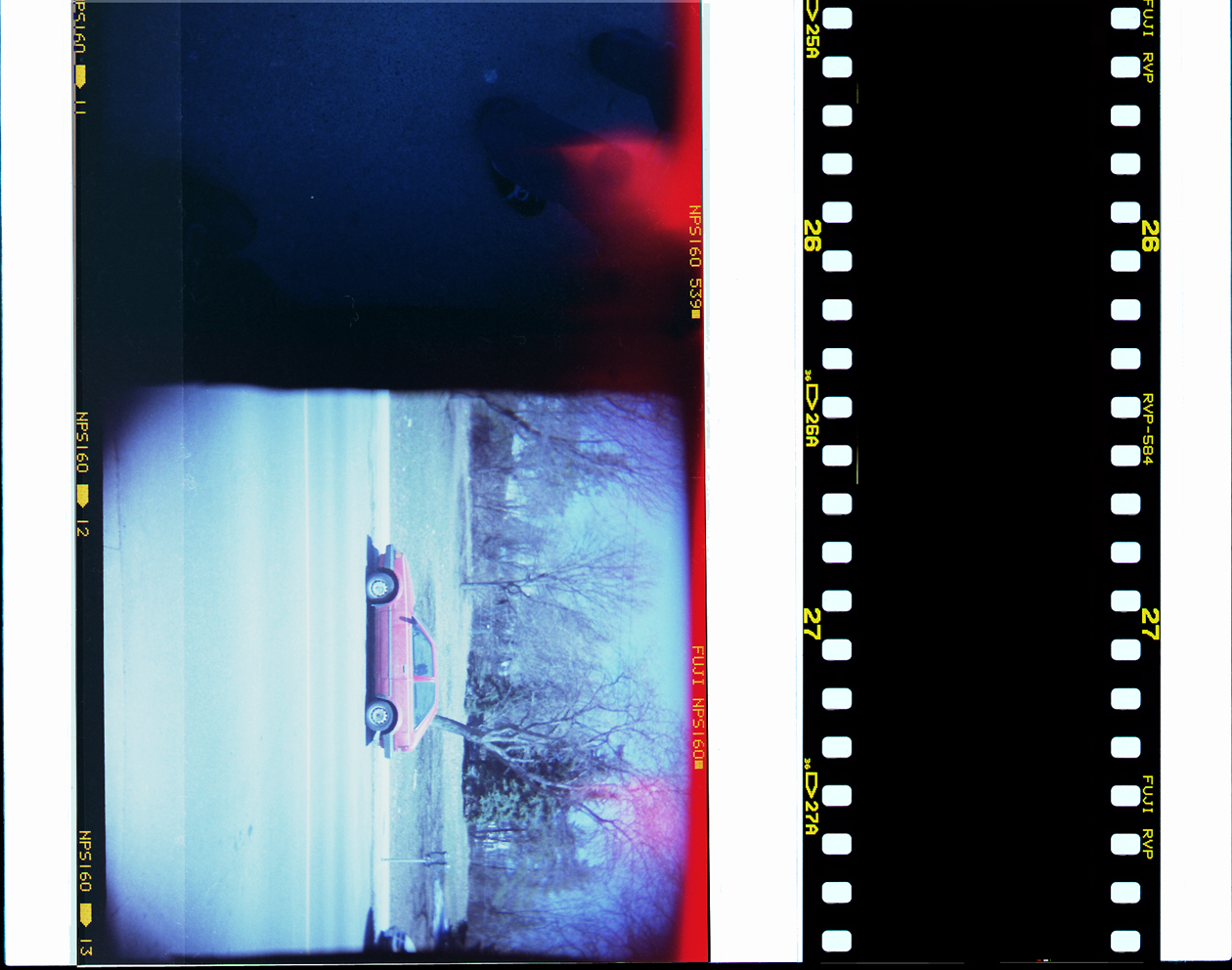
중형 형식(왼쪽,60mm) 과 135 필름(오른쪽,35mm)의 비교. 35mm는 60mm와 달리 양쪽으로 구멍이 있다.

중형 형식(Medium format) 또는 중형 판형은 스틸 사진촬영에서 사용되는 필름 및 그 필름을 사용하는 장비와 관련 카메라를 말한다. 일반적으로 이 용어는 필름 및 디지털 카메라에서 사용되며, 35mm 필름(36mm * 24mm)보다 큰 형식이며 4인치 * 6인치의 대형 포맷 보다는 작다.

## 같이 보기
- 후지필름
- 핫셀블라드
- 라이카 (사진기)
- 미놀타
- 펜탁스
- 페이즈 원
- 롤라이플렉스